# Brigitte Birnbaum
Brigitte Birnbaum (* 29. Mai 1938 in Elbing; † 23. Februar 2024 in Schwerin) war eine deutsche Schriftstellerin, Kinder- und Jugendbuchautorin und Drehbuchautorin.

## Leben
Nach dem Abitur absolvierte Birnbaum eine Ausbildung zur Apothekenhelferin. Anschließend studierte sie drei Jahre lang Literatur am Leipziger Literaturinstitut, danach wurde sie Antiquarbuchhändlerin. Seit 1968 war sie freischaffende Autorin in Schwerin. Von 2003 bis 2013 lebte sie in Hamburg, danach wieder in Schwerin.

## Sachliteratur
- Ernst Barlach. Annäherungen. Demmler Verlag, Schwerin 1996. ISBN 3-910150-32-2
- Fontane in Mecklenburg. Demmler Verlag, Schwerin 1994. ISBN 3-910150-22-5
- Spaziergänge durch Güstrow. Ein Stadtführer. Thon, Schwerin 1992. ISBN 3-928820-10-9 (Fotos von Peter Reinhard)
- Fontane. RhinoVerlag, Ilmenau 2018. ISBN 	978-3-95560-063-1

## Kinder- und Jugendbücher
- Bert, der Einzelgänger. Kinderbuchverlag, Berlin 1962
- Reise in den August. Kinderbuchverlag, Berlin 1967 (Illustrationen von Kurt Klamann)
- Der Hund mit dem Zeugnis. Kinderbuchverlag, Berlin 1971 (Illustrationen von Maria Radoslavova-Finger)
- Tintarolo. Ein Buch für Kinder über Käthe Kollwitz mit Zeichnungen von Käthe Kollwitz. Der Kinderbuchverlag, Berlin 1975. Elefanten Press, Berlin (West) 1981. ISBN 3-88520-059-7
- Winter ohne Vater. Kinderbuchverlag, Berlin 1977
- Ab morgen werd ich Künstler. Eine Erzählung aus dem Leben Heinrich Zilles. Kinderbuchverlag Berlin 1977 (Ausgabe für BRD und Westberlin unter dem Titel: Der Pinselheinrich. Eine Zille-Geschichte für Kinder. Elefanten Press 1986, ISBN 3-88520-217-4)
- Alexander in Zarskoje, Kinderbuchverlag, Berlin 1980 (Erzählung über die Kindheit von Alexander Puschkin)
- Löwen an der Ufertreppe. Kinderbuchverlag, Berlin 1981 (Illustrationen von Konrad Golz)
- Das Siebentagebuch. Kinderbuchverlag, Berlin 1984
- Kathusch. Kinderbuchverlag, Berlin 1986 (über die Kindheit und Jugend von Käthe Kollwitz)
- Fragen Sie doch Melanie! Kinderbuchverlag, Berlin 1987. ISBN 3-358-00051-6
- Von einem, der auszog, neue Eltern zu suchen und andere Erzählungen. Kinderbuchverlag, Berlin 1989. ISBN 3-358-01242-5
- Die Maler aus der Ostbahnstraße. Aus dem Leben von Hans und Lea Grundig. Kinderbuchverlag, Berlin 1990. ISBN 3-358-01556-4
- Das Schloss an der Nebel. Landesverlags- und Druckgesellschaft mbH Mecklenburg & Co. KG, Schwerin 1991
- Spaziergänge durch Güstrow. Ein Stadtführer. Verlag Reinhard Thon, Schwerin 1992
- Wider die kleinen Mörder. Kiro-Verlag, Schwedt 1994. ISBN 3-929220-18-0
- Noch lange kein Sommer. Verlag Reinhard Thon, Schwerin 1998. ISBN 978-3-928820-71-4
- Der Kuckuck im Auto. EDITION digital, Schwerin 2018 (Illustrationen von Tina Halm). ISBN 978-3-95655-879-5

## Filmografie
- 1968: Leute von Karvenbruch, gemeinsam mit Benno Voelkner
- 1969: Tigertod[2]
- 1970: Pawlucha
- 1971: Nur ein Spaß
- 1972: Wer ist Fräulein Papendiek?

## Auszeichnungen
- 1977 Fritz-Reuter-Preis des Bezirkes Schwerin
- 1985 Kunstpreis der Gesellschaft für Deutsch-Sowjetische Freundschaft